# 尉迟惇
尉遲惇（6世纪—580年），代人，河南郡洛阳县（今河南省洛阳市东）人，尉遲迥之子。

## 生平
尉遲迥不滿楊堅，起兵反抗。尉迟惇率军十万进抵武德（今河南武陟东南），在沁水东岸布阵二十余里。高熲命人在沁水上架橋，尉遲惇在上流縱火筏燒橋，高熲則命人填「土狗」以阻火筏。尉遲惇下令部隊稍稍後退，這時孝寬見機不可失，命大軍迅速前進，渡過沁水。高熲下令焚燒浮橋，斷絕士卒逃走的念頭。至八月十七，韋孝寬破尉遲迥於鄴城（今河北臨漳西南），尉遲迥兵敗自殺身亡，尉迟惇单骑逃往邺城，韦孝宽军乘胜追擊。尉迟惇向青州（山東省青州市）逃奔，途中被郭衍擒殺。